# 神道扶桑流
神道扶桑流（しんとうふそうりゅう）とは、大正時代に帝國尚武會の野口清（一威斎）と河合昇道によって創始された剣術の流儀である。

## 歴史
帝國尚武會の野口一威斎と河合昇道が、従来教えていた一刀流と無念流を捨て、無念流、一刀流、天然理心流等の剣術二十数流派の各特長を取捨選択し開いたものが神道扶桑流である。
神道扶桑流の名称は、扶桑國の大精神を抱擁せる流儀という意味である。

## 技法
乱打（防具稽古）と形を伝えていた。
長剣之部
龍頭劍、石甲劍、巖碎劍、亂除劍、水月劍、飛除劍、吹毛劍、石火劍、龍尾劍
小太刀之部
半開劍、鐵破劍、微塵劍、半合劍
乱打（防具稽古）では一般的な剣道試合の他に、二刀や小太刀に対する技や槍、薙刀、銃剣などの剣以外の武器の対処法を教えていた。
また、體技として体当、足搦、巻倒、引落など接近した場合の技、剣を落とした際に相手の切り込みに対して飛び込み投げる技など体術に近い技術を伝えていた。

薙刀
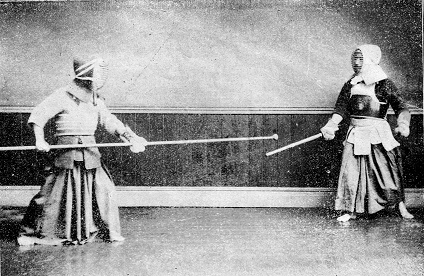
槍
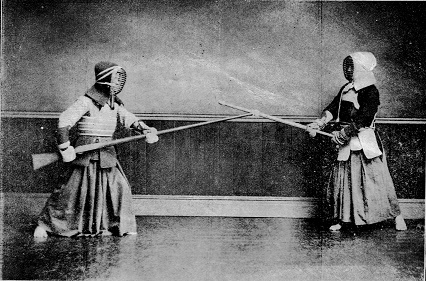
銃剣
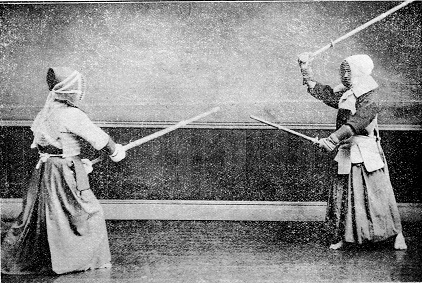
二刀
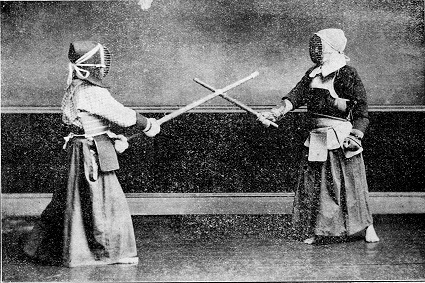
小太刀
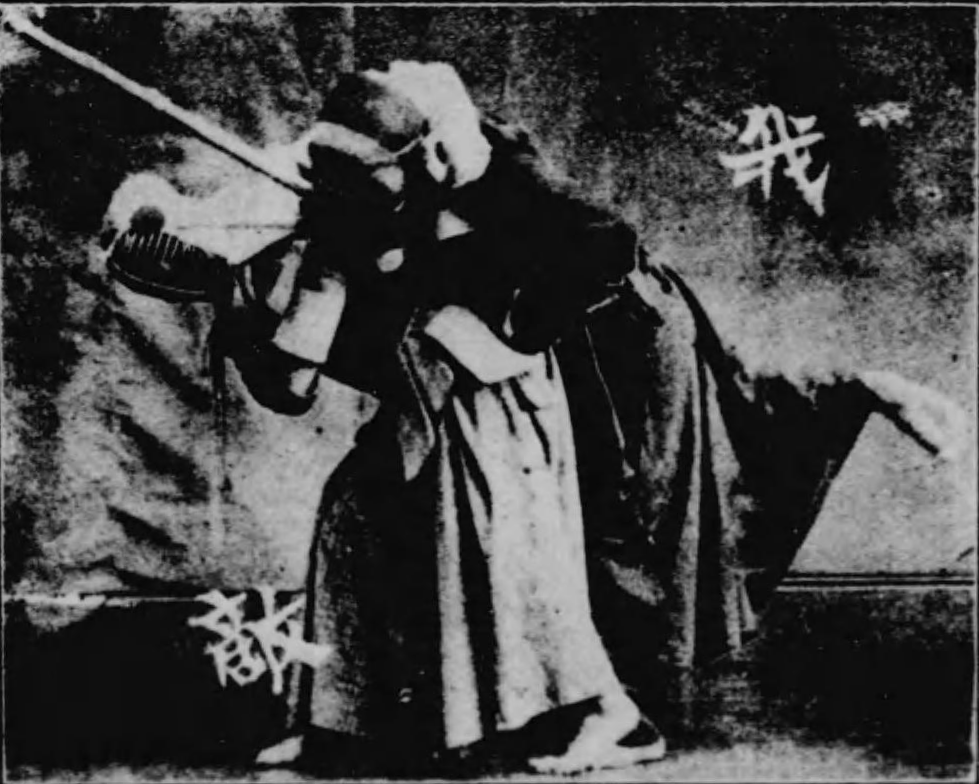
神道扶桑流巻倒し
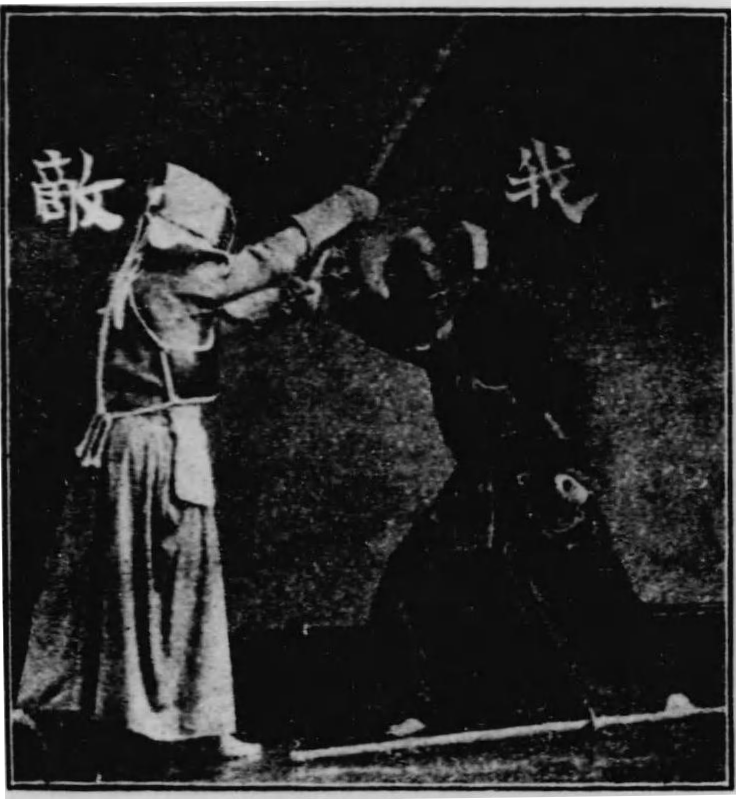
剣を落とされた際に飛び込んで巻倒を掛けるところ

## 独習法
剣道用独習器「扶桑流切り返し打込独習器」を門人の河合昇道と協力し開発した。また、従来の剣術で用いられた独習器や鍛錬用の振棒などを用いた。
振棒
3尺8寸（115cm）・400目（1.5kg）
4尺3寸（130cm）・800目（3kg）
4尺8寸（145cm）・1貫200目（4.5kg）

独習器
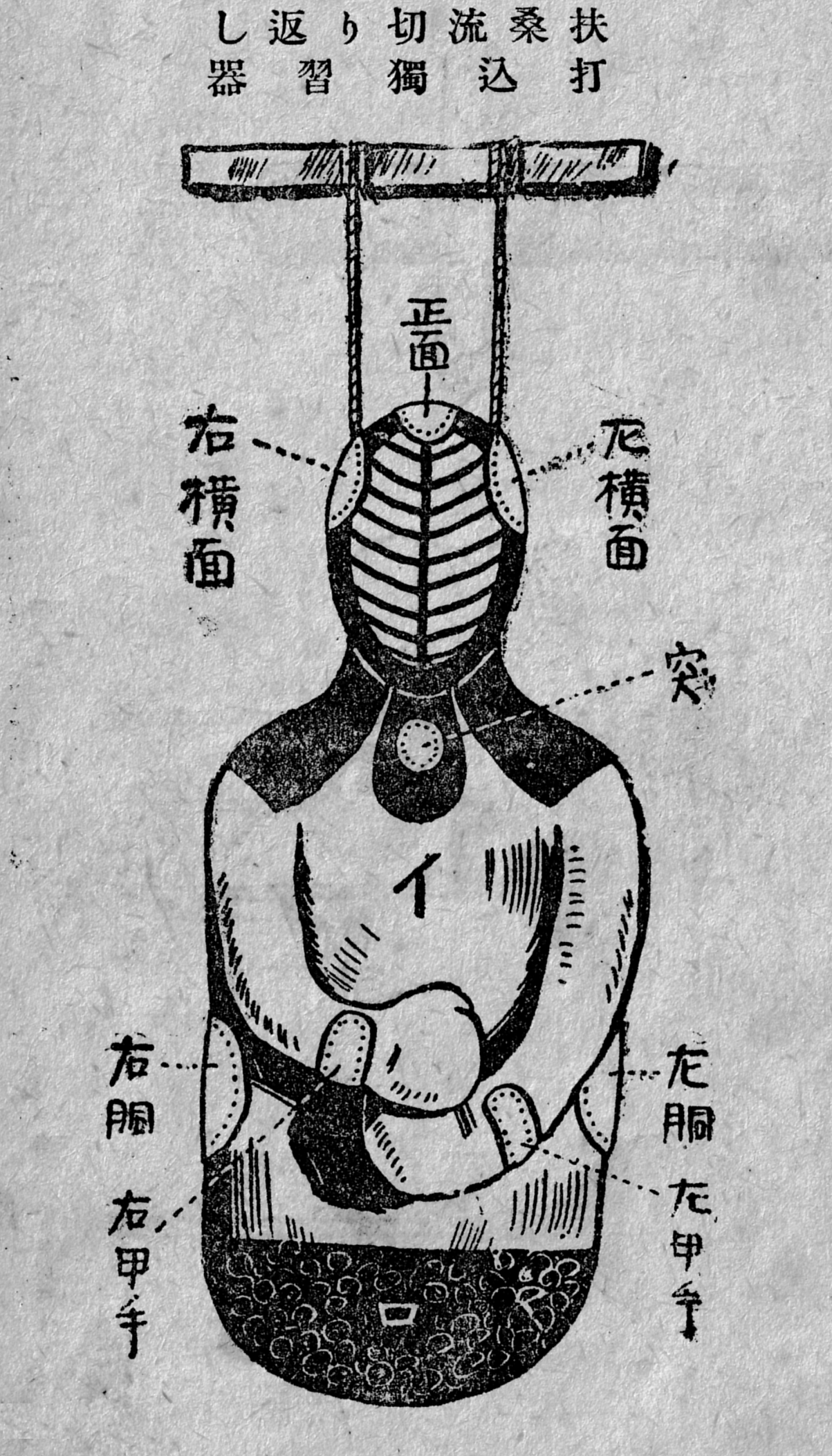
剣術用の独習器
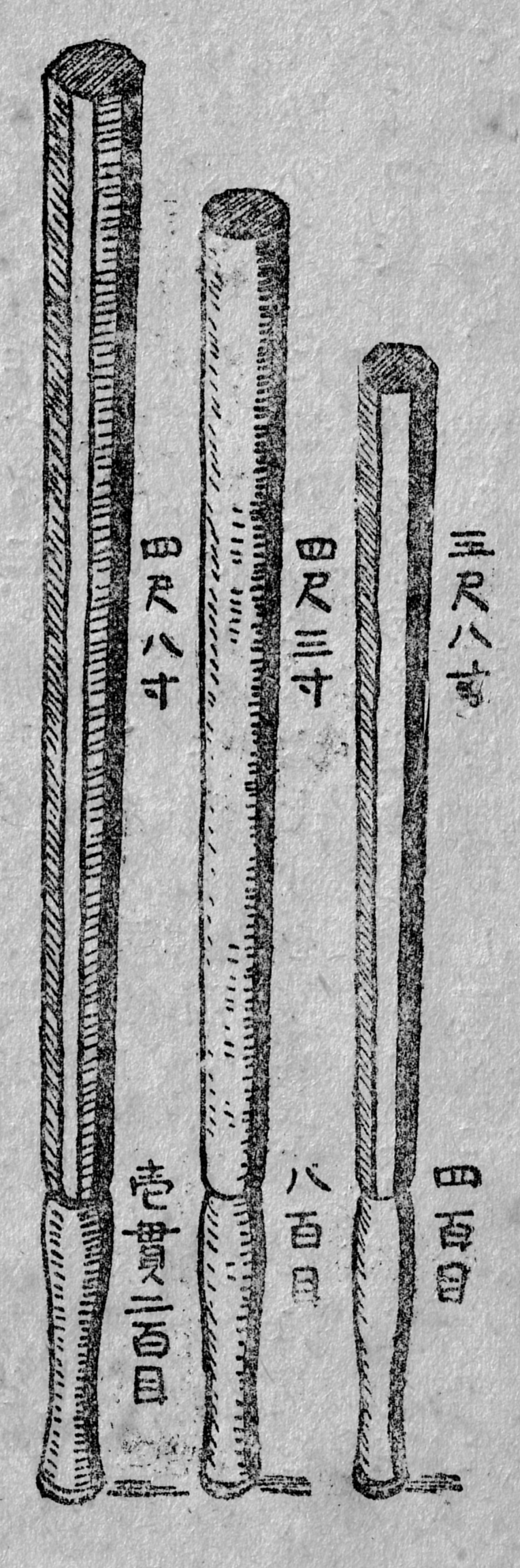
三種類の振り棒
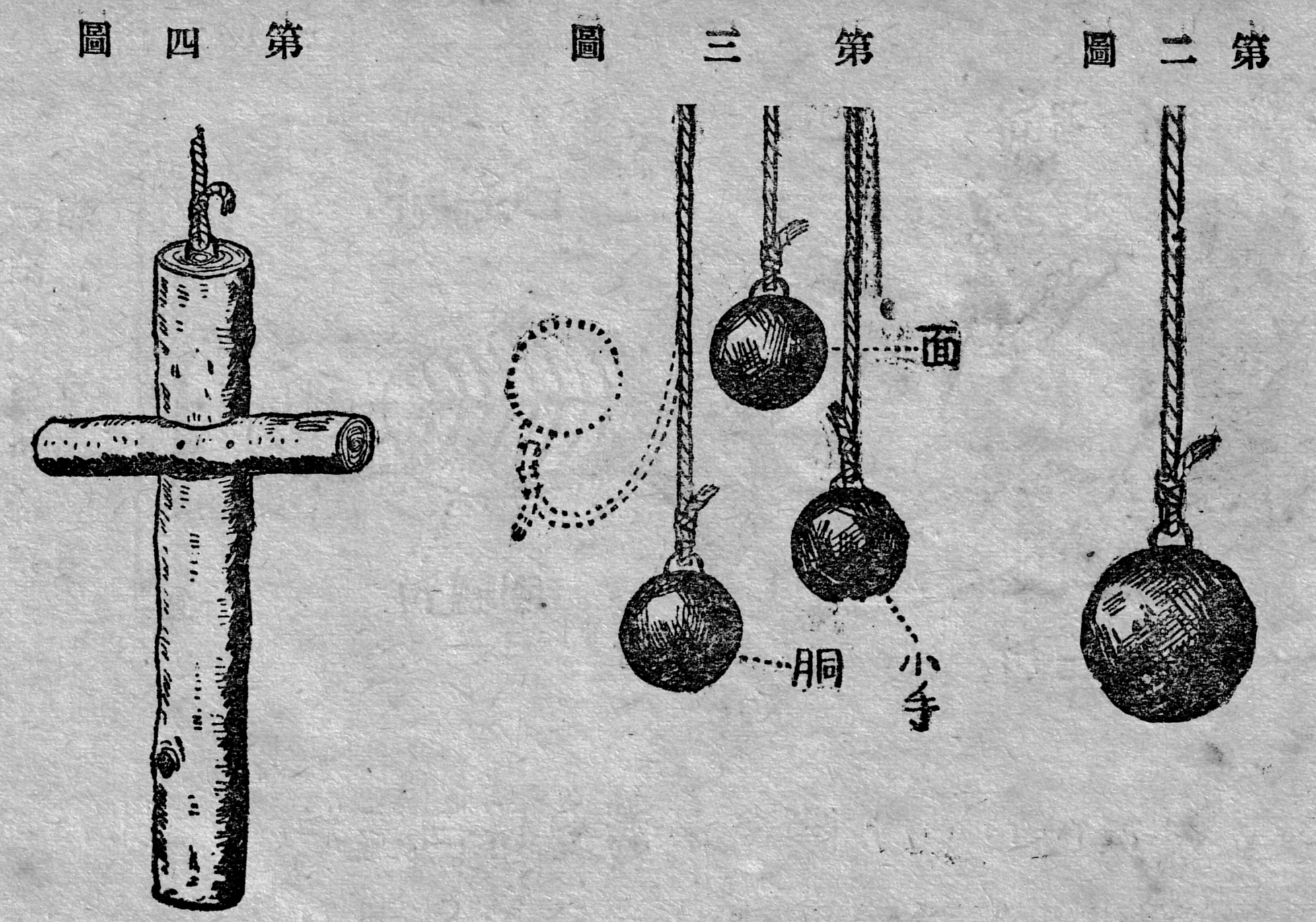
従来からある剣術独習器